# کارل-مارتین رامو
کارل-مارتین رامو (استونیایی: Karl-Martin Rammo؛ زادهٔ ۶ ژوئن ۱۹۸۹) قایقران قایق بادبانی اهل استونی است.
وی در بازی‌های المپیک تابستانی ۲۰۱۲ و بازی‌های المپیک تابستانی ۲۰۱۶ شرکت کرده‌است.